# 마그눔 오푸스

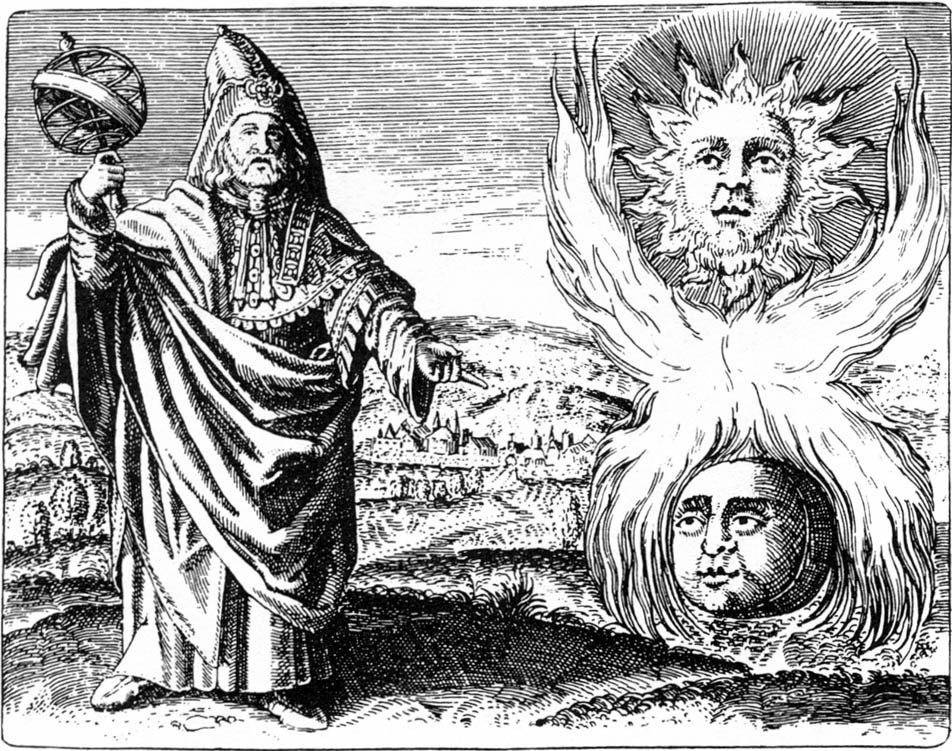
헤르메스 트리스메기스투스: 우주 전체의 지혜의 세 부문을 상징하는 태양달별(천구의)이 들어 있는 것을 볼 수 있다.

마그눔 오푸스(라틴어: Magnum opus)는 중세 유럽의 연금술에서 유래한 낱말로 납과 같은 비금속(卑金屬 · base metal)을 금으로 변형하거나 철학자의 돌을 만드는 일을 성공적으로 완수하는 것 또는 그 일 자체를 의미한다. 마그눔 오푸스의 문자 그대로의 뜻은 영어로 "Great Work"인데, 한글 번역으로는 "위대한 일 · 위대한 학문 · 위대한 공부 · 큰 일 · 큰 학문 · 큰 공부" 등의 의미가 된다.
마그눔 오푸스, 즉, 위대한 일(Great Work)이라는 낱말은 서양의 밀교 전통 중 하나인 헤르메스주의 전통에서 영적 변형을 완성하는 것에 대한 은유로써 사용되었다. 이러한 은유 자체는 마치 불교, 특히 선종(禪宗)에서 깨달음을 성취하여 견성성불(見性成佛)에 도달하는 것을 "장부일대사(丈夫一大事)를 마쳤다"라고 은유하는 것과 그 궤를 같이 한다.

## 같이 보기
- 연금술
- 철학자의 돌
- 헤르메스주의